# La Chapelle-Achard
La Chapelle-Achard era una comuna francesa situada en el departamento de Vandea, de la región de Países del Loira, que el 1 de enero de 2017 pasó a ser una comuna delegada de la comuna nueva de Les Achards al fusionarse con la comuna de La Mothe-Achard.

## Demografía
| Gráfica de evolución demográfica de La Chapelle-Achard entre 1800 y 2014 |
|                                                                          |

Los datos demográficos contemplados en este gráfico de la comuna de La Chapelle-Achard se han cogido de 1800 a 1999 de la página francesa EHESS/Cassini, y los demás datos de la página del INSEE.